# Кобыльники (Вышогруд)
Кобыльники (пол. Kobylniki) — деревня и сельский округ в Польше, в гмине Вышогруд Плоцкого повята Мазовецкого воеводства.
Располагается в 10 км от города Вышогруд, 38 км от Плоцка и 60 км от Варшавы.
В 1975—1998 годах Кобыльники с окрестностями административно принадлежали Плоцкому воеводству.